# 巴什基夫齊
50°7′23″N 25°50′55″E / 50.12306°N 25.84861°E
巴什基夫齊（烏克蘭語：Башківці），是烏克蘭的村落，位於該國西部捷爾諾波爾州，由克列梅涅茨區負責管轄，始建於1545年，面積2.26平方公里，海拔高度352米，2001年人口202，人口密度每平方公里138.5人。